# Фу Цзянь (I)
Фу Цзянь (кит. 苻健, пиньинь Fú Jiàn, 317—355), изначальная фамилия Пу (蒲), взрослое имя Цзянье (建業) — император государства Ранняя Цинь с храмовым именем Гао-цзу (高祖) и посмертным именем Цзинмин-хуанди (景明皇帝; в «Книге Цзинь» первый иероглиф пропущен, и он назван «Мин-хуанди»). В связи с тем, что среди правителей Ранней Цинь было два правителя, чьи имена по-китайски произносятся по-разному и записываются разными иероглифами, но по-русски транскрибируются абсолютно одинаково, к имени данного правителя принято добавлять в скобках римскую единицу (так как он был первым из двух Фу Цзяней).

## Биография
Пу Цзянь был сыном Пу Хуна — вождя племени ди, который сначала служил Ранней Хань, а затем — императору государства Поздняя Чжао Ши Ху. В 349 году Ши Ху провозгласил себя императором, и назначил Пу Хуна губернатором провинции Юнчжоу (северная и центральная части современной провинции Шэньси). В том же году Ши Ху скончался, и на трон взошёл Ши Ши, однако реально страной стала править вдовствующая императрица Лю вместе с придворным Чжан Чаем. Недовольный этим, Пу Хун вместе с рядом других генералов устроил переворот и посадил на престол Ши Цзуня. Ши Цзунь, опасаясь того, что Пу Хун взял под контроль Гуаньчжун, лишил его титула губернатора Юнчжоу. Разозлённый этим, Пу Хун вернулся в свою базу в Фантоу, и стал налаживать связи с империей Цзинь.
Тем временем в столице продолжалась смута: Ши Минь арестовал и казнил Ши Цзуня, и возвёл на трон Ши Цзяня. Видя ослабление государства, племена ди и цянов, которых Ши Ху ранее вынудил переселиться на восток, решили вернуться на земли предков на запад, и избрали Пу Хуна своим лидером. Когда в 350 году Ши Минь устроил резню некитайцев, Пу Хун был одним из тех, кто выступил против него. Империей Цзинь ему был дан титул «Гуанчуаньского удельного гуна» (廣川郡公), а Пу Цзяню «Сянгоского удельного гуна» (襄國縣公). Однако Пу Хун недолго носил цзиньский титул, а провозгласил себя вскоре «князем трёх Цинь» (三秦王) и великим шаньюем, и сменил фамилию с «Пу» на «Фу». Вскоре после этого он был отравлен генералом Ма Цю, и на смертном одре поручил сыну (тоже сменившему фамилию с «Пу» на «Фу») захватить Гуаньчжун. Став наследником отца, Фу Цзянь встал во главе войск и убил Ма Цю. После этого он отказался от титулов, взятых себе его отцом, и вернулся к титулам, дарованным империей Цзинь.
Зимой 350 года Фу Цзянь захватил Чанъань. Весной 351 года он провозгласил себя «небесным князем» государства Великая Цинь (大秦), тем самым официально порвав как с империей Цзинь, так и с Поздней Чжао. В 352 году он официально провозгласил себя императором. В 351—352 годах Фу Цзянь был занят тем, что прибирал к рукам остатки распадающейся Поздней Чжао и государства Жань Вэй. В 353 году он отбил нападение государства Ранняя Лян (номинального вассала империи Цзинь).
В 354 году цзиньский генерал Хуань Вэнь предпринял скоординированное с Ранней Лян крупное наступление на Раннюю Цинь. Он смог дойти до Чанъаня, но Фу Цзянь применял тактику выжженной земли, цзиньские войска начали голодать, и были вынуждены повернуть обратно, так и не предприняв штурма циньской столицы.
Летом 355 года Фу Цзянь заболел. Его племянник Фу Цин, решив, что тот уже умер, предпринял неожиданное нападение на дворец наследника Фу Шэна, рассчитывая убить его и сесть на престол самому. Фу Цзянь, несмотря на болезнь, лично показался нападающим и те, увидев его живым, запаниковали и бросили Фу Цина. Фу Цзянь казнил Фу Цина, а пять дней спустя скончался сам.